# Mazagran (napój)

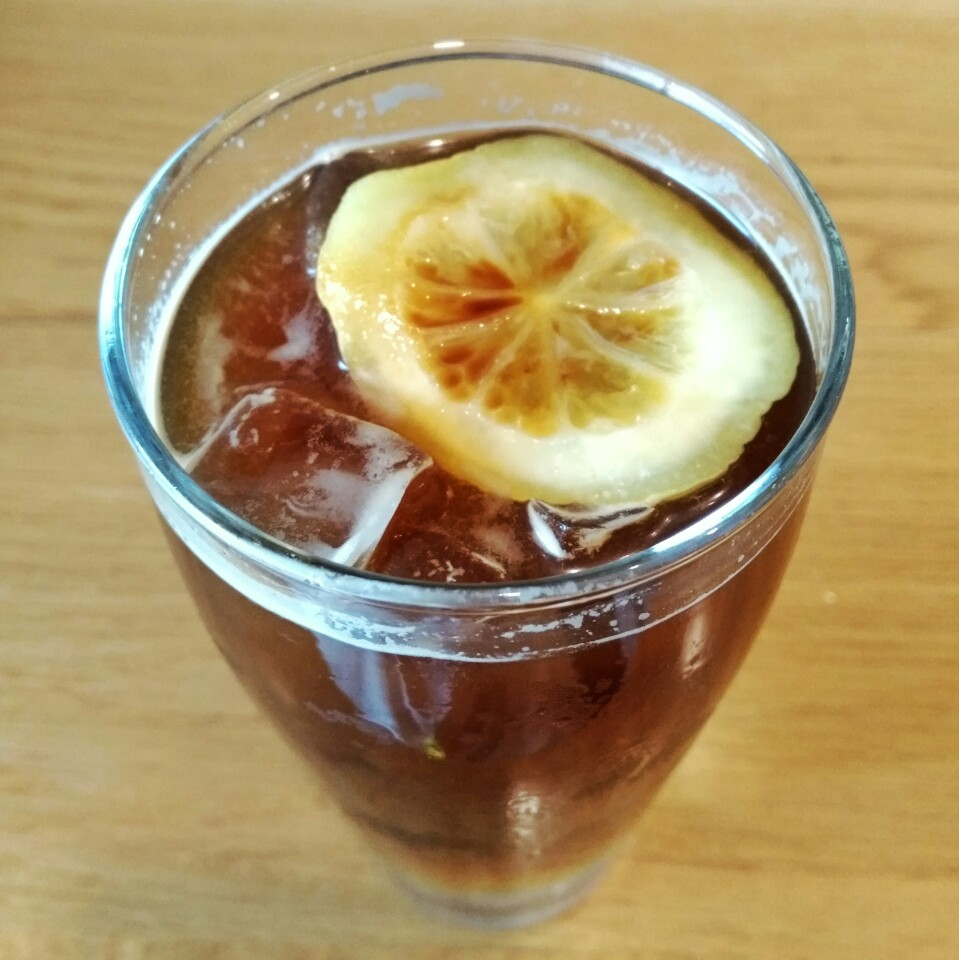
Mazagran

Mazagran (fr. masagran, café mazagran) – chłodzący alkoholowy napój koktajlowy ze słodzonej kawy z dodatkiem koniaku lub rumu (niekiedy spirytusu).
Popularny szczególnie wśród mężczyzn w XIX i wczesnych dziesięcioleciach XX wieku. W kawiarniach podawany w wysokich szklankach, schłodzony kostkami lodu, długotrwale sączony przez słomkę. Przypisywano mu właściwości orzeźwiające i wzmacniające. 
Nazwa pochodzi od algierskiego miasta Mazagran – dawniej wioski, znanej z desperackiej obrony oddziału Francuzów pod komendą kapitana Lelièvre, w trakcie podboju Algierii w 1840 r., gdy obrońcy zmuszeni byli wzmacniać swe siły korzystając z podobnego napoju.